# Pieńki Dworszowskie
Pieńki Dworszowskie [pronunciación en polaco: /ˈpjɛɲki dvɔrˈʂɔfskʲɛ/] es un asentamiento en el distrito administrativo de Gmina Nowa Brzeźnica, dentro del Distrito de Pajęczno, Voivodato de Łódź, en Polonia central.
El poblamiento tiene una población de 10 habitantes.